# Washington Beltrán Barbat
Washington Beltrán Barbat (Tacuarembó, 7 de febrer de 1885 – Montevideo, 2 d'abril de 1920), fou un advocat i polític uruguaià del Partit Nacional, opositor de les idees de José Batlle y Ordóñez, i pare del futur president Washington Beltrán Mullin.

## Biografia

### Primers anys
Fill de Luis Beltrán i Jacinta Barbat, va abandonar Tacuarembó per a viure a Montevideo.
Va començar la seva trajectòria política amb la participació en diferents gremis estudiantils. D'aquest període es pot destacar la representació que va realitzar dels mateixos a Xile i Buenos Aires. En aquest temps, també es va dedicar al periodisme, amb nombroses publicacions com La Democracia.
Es va casar amb Elena Mullin i la parella va tenir tres fills: Washington, Enrique i Elena.

### Escriptor
Es gradua com advocat i exerceix com docent de literatura a la Universitat de la República. La seva vocació d'escriptor li va valer una prolífica producció periodística, escrivint per a diferents mitjans de l'Uruguai, com La Razón, La Tribuna Popular i la revista científica Evolución. El 1918 participa en la fundació del diari El País, al costat de Leonel Aguirre i Eduardo Rodríguez Larreta.
A més de la seva tasca com periodista se li suma la producció de diverses obres literàries com De la Raza, escrita en col·laboració amb Ismael Cortinas, El contrato social, publicat a Buenos Aires, l'estudi literari El genio, Cuestiones sociológicas, en el qual escriu sobre la infantesa, De actualidad política, Los filósofos del siglo XVIII, ectètera. L'obra que pensava titular El heroísmo en el genio, va quedar inacabada a causa de la seva defunció.
L'any 1990, durant el govern nacionalista de Luis Alberto Lacalle, la Cambra de Representants de l'Uruguai li brinda un homenatge, amb l'edició de quatre toms que recullen part de la seva intensa activitat com orador i periodista.

### Polític
En la seva joventut accedeix a la direcció del Partit Nacional, principalment a causa de la seva capacitat per al discurs. Amb 27 anys és elegit diputat pel seu partit. Posteriorment va ser membre informant de la Comissió Redactora d'una nova constitució que finalment seria aprovada el 1918. S'hi veuen plasmades moltes de les idees que defensava com el vot secret, la inscripció obligatòria al Registre Civil, representació política proporcional, la prohibició per a intervenir en assumptes polítics a les autoritats policials o militars, el dret d'interpel·lació i el sufragi universal.
El 2 d'abril de 1920 mor com a conseqüència d'un duel amb l'expresident de la República, José Batlle y Ordóñez a la pista del Club Nacional de Football. Després d'haver-se realitzat el primer tir d'ambdós, en el qual van resultar il·lesos, va començar a ploure, suspenent-se el llanci, reprès el mateix en el segon tir va caure mortalment ferit Beltrán.

### Le seva mort

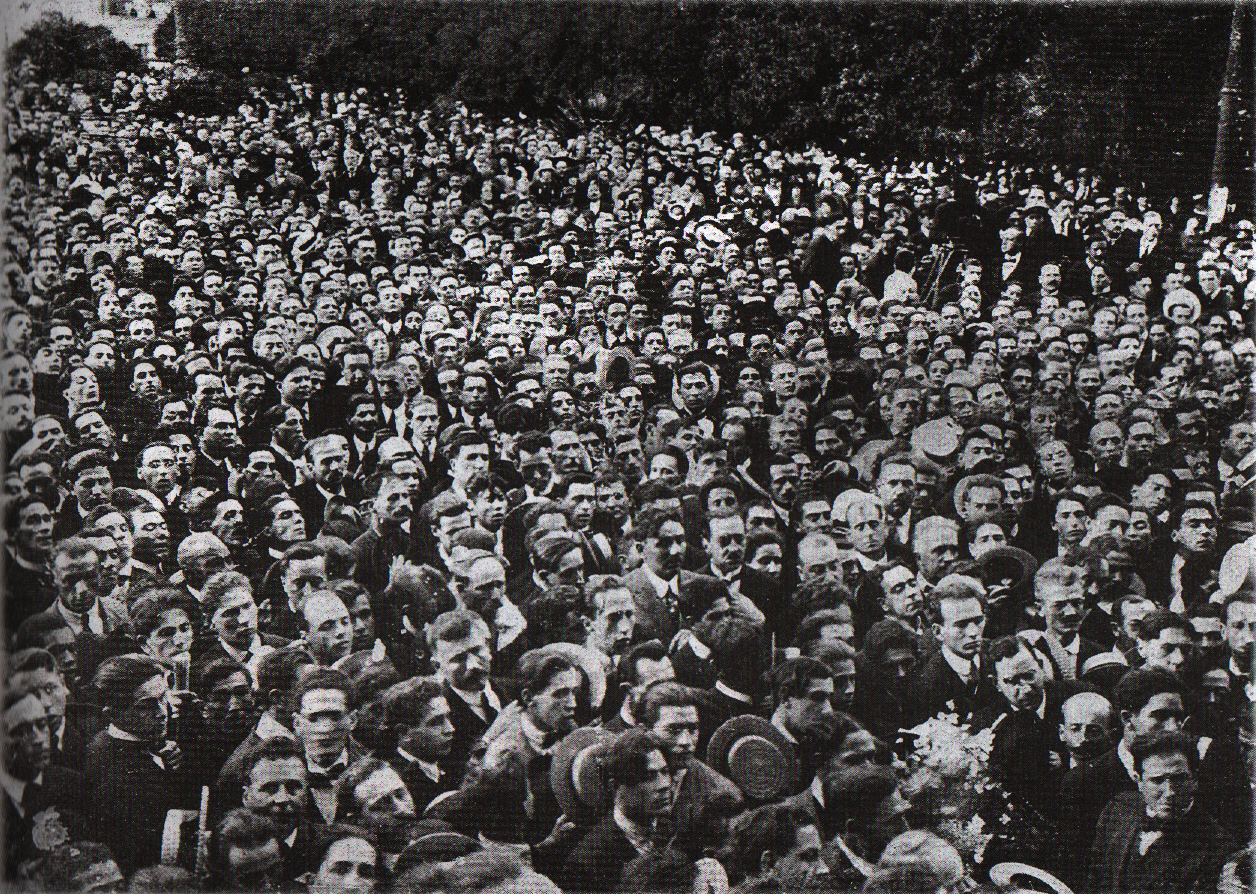
Seguici fúnebre de Washington Beltrán, l'any 1920 a Montevideo.

L'1 d'abril de 1920 publica al diari El País, un article titulat Que toupet, el qual motivaria ser reptat a duel per part de l'expresident José Batlle y Ordóñez. El duel amb pistoles va ser fixat per a l'endemà, oficiant de padrins de Beltrán els seus companys del diari, Leonel Aguirre i Eduardo Rodríguez Larreta.
El primer a arribar al lloc convingut va ser Beltrán passades les deu del matí, acompanyat dels seus padrins i del seu metge, Arturo Lussich. Després de passats uns minuts arriba Batlle, acompanyat pels seus padrins, Ovidio Fernández Ríos i Francisco Ghigliani, el seu metge el Lorenzo Mérola, i el director del llanci, Domingo Veracierto.
A causa de la fortes pluges que es van deslligar en el moment del començament del llanci, el duel va haver de ser suspès en dues ocasions de cinc i deu minuts. El duel es reprèn a les onze menys deu i ambdós es disparen sense fer blanc. Després de carregar novament les pistoles, es reprèn el duel, però aquesta vegada, Batlle y Ordóñez fa blanc a pocs centímetres de l'aixella dreta de Beltrán, el qual mor pocs minuts després.
Referit a aquest tràgic fet, Leonel Aguirre escriu:
| « | ...del dolor que va causar la seva mort prematura, gens hem de dir quan encara vibren les ressonàncies de l'homenatge, tal vegada únic pel sentiment profund que ho anima i com consol per als seus i per a nosaltres mateixos, vam pensar que si ha escoltat aquest clam de munió adolorida i ha sentit l'ombra impalpable de la glòria descendir sobre la buidada i tibant front, Washington Beltrán ha hagut de dir-se que la seva mort no només és bella, sinó també fecunda com el superb ensenyament de moral política. | » |